# Sakura Mankai
«Sakura Mankai» (さくら満開) es el nombre con el que se conoce al segundo sencillo del subgrupo idol, Morning Musume Sakura Gumi. El tracklist contiene además de su versión karaoke temas lanzados en el pasado con Morning Musume, Say Yeah Motto Miracle Night y Daite Hold on Me! versionadas por sakuragumi. Sakura Mankai llegó al puesto número 2 en la lista de oricon semanal.

## Biografía
El sencillo se liberó el 25 de febrero de 2004. Es el tema más extenso de Morning Musume al contar con una duración de 6 minutos y 50 segundos.

## Significado de la letra
De acuerdo a la traducción en español, la chica asemeja su vida y sus pensamientos hacia las flores del cerezo, a su vez los enfoca hacia el chico del cual se encuentra atraída, pero que no sabe con certeza si corresponde su amor. Al mismo tiempo analiza su vida y hace una petición a los cerezos; sobre como le gustaría que fuese su relación. 
También puede apreciarse el sólido sentimiento hacia éste, el como los momentos que pasa a su lado le llenan de felicidad, describiendo un cúmulo de emociones cuando está a su lado, hacerle sentir bien y dar lo mejor de sí misma.
Al final de la letra plasma un sólido sentimiento, que no cambiará, sin importar lo que ocurra o el tiempo que pase.
Por lo que se refiere al título, "sakura" es la flor de cerezo, que florece y se desvanece en unos pocos días y el "mankai" es el momento en que la mayoría de los árboles están en flor.

## Letra y composición
- Letra: Tsunku
- Música: Tsunku
- Arreglos: Yuichi Takahashi

## Interpretación
- Mari Yaguchi / como Morning Musume Sakura Gumi (2003 - 2004)
- Hitomi Yoshizawa / como Morning Musume Sakura Gumi (2003 - 2004)
- Ai Kago / como Morning Musume Sakura Gumi (2003 - 2004)
- Ai Takahashi / como Morning Musume Sakura Gumi (2003 - 2004)
- Asami Konno / como Morning Musume Sakura Gumi (2003 - 2004)
- Risa Niigaki / como Morning Musume Sakura Gumi (2003 - 2004)
- Eri Kamei / como Morning Musume Sakura Gumi (2003 - 2004)

## Canciones
- 1-Sakura Mankai
- 2-Say Yeah! -Motto Miracle Night- (sakuragumi Ver.)
- 3-Daite HOLD ON ME! (sakuragumi Ver.)
- 4-Sakura Mankai (Karaoke ver.)